# MICADO
Multi-AO Imaging Camera for Deep Observations
 (octobre 2024).
La Caméra d'imagerie à optique adaptative multiple pour des observations profondes, en anglais : Multi-AO Imaging Camera for Deep Observations (MICADO), est une caméra destinée à équiper l'Extrêmement grand télescope européen[Quand ?].

## Historique
Le contrat de construction de la caméra a été signé le 18 septembre 2015 entre Tim de Zeeuw, le directeur général de l'Observatoire européen austral, et Reinhard Genzel, directeur de l'Institut Max-Planck de physique extraterrestre et représentant du consortium qui préside à sa réalisation. 
Cet instrument de première lumière sera construit par deux laboratoires de l'Observatoire de Paris.

## Description
MICADO est une caméra d'imagerie à optique adaptative multiple pour des observations profondes[C'est-à-dire ?].

## Sites externes
- « Lancement officiel de la construction de la caméra MICADO de l'E-ELT »